# Козлов Василь Микитович
Василь Микитович Козлов (1903, місто Луганськ — розстріляний 15 січня 1938, місто Свердловськ, тепер Єкатеринбург, Російська Федерація) — радянський партійний і комсомольський діяч, секретар ЦК ЛКСМУ, 1-й секретар Лисьвенського міського комітету ВКП(б). Член ВЦВК.

## Життєпис
Народився в родині прокатника-вальцювальника. У 1916 році закінчив чотири роки двокласної заводської школи в місті Луганську.
У червні 1916 — травні 1918 року — учень, підручний токаря Луганського паровозобудівного заводу Російського товариства машинобудівних заводів Гартмана. З травня 1918 по січень 1919 року був безробітним у Луганську.
У січні 1919 — квітні 1920 року — червоноармієць, ротний писар 375-го полку 42-ї стрілецької дивізії РСЧА в Луганську, Дебальцево, Старому Осколі, Єльці, Бєлгороді та Юзівці.
Член РКП(б) з квітня 1920 року.
У квітні 1920 — лютому 1921 року — секретар батальйонного партколективу 375-го полку 42-ї стрілецької дивізії РСЧА на хуторі Пологи, в містечку Гуляйполі, на залізниці Мелітополь—Олександрівськ.
У лютому 1921 — жовтні 1922 року — токар по металу Луганського паровозобудівного заводу Південного машинобудівного тресту «Півдмаштрест». У 1921 році вступив до комсомолу.
У жовтні 1922 — травні 1923 року — представник комсомолу в підрайонному комітеті Спілки металістів у Луганську.
У травні — серпні 1923 року — представник молоді з питань праці і освіти на Луганському паровозобудівному заводі ГОМЗ ВРНГ СРСР.
У серпні 1923 — квітні 1924 року — секретар заводського комсомольського осередку Луганського паровозобудівного заводу імені Жовтневої революції.
У квітні — жовтні 1924 року — завідувач економіко-правового відділу Луганського окружного комітету ЛКСМУ.
У жовтні 1924 — серпні 1925 року — інструктор і завідувач організаційного відділу Чернігівського губернського комітету ЛКСМУ.
У серпні 1925 — вересні 1926 року — відповідальний секретар Конотопського окружного комітету ЛКСМУ.
У вересні 1926 — серпні 1927 року — завідувач відділу військово-шефської роботи ЦК ЛКСМУ, завідувач спортивного відділу ЦК ЛКСМУ в Харкові.
У серпні 1927 — травні 1928 року — секретар ЦК ЛКСМУ та завідувач організаційного відділу ЦК ЛКСМУ.
З травня по жовтень 1928 року — представник ЦК ЛКСМУ в Народному комісаріаті освіти Української СРР.
У жовтні 1928 — листопаді 1929 року — секретар Казакського крайового комітету ВЛКСМ.
У листопаді 1929 — вересні 1930 року — помічник завідувача агітаційно-масового відділу ЦК ВКП(б) у Москві.
У вересні 1930 — червні 1932 року — слухач курсів марксизму-ленінізму при ЦК ВКП(б).
У червні 1932 — лютому 1937 року — 1-й секретар Лисьвенського міського комітету ВКП(б) Свердловської області.
У лютому — липні 1937 року — відповідальний інструктор ЦК ВКП(б). Фактично не обійняв цю посаду, продовжував залишатися в місті Лисьві Свердловської області.
4 липня 1937 року заарештований органами НКВС. З липня 1937 по січень 1938 року перебував у Свердловській міській в'язниці. 15 січня 1938 року засуджений до страти, того ж дня розстріляний. 3 жовтня 1956 року посмертно реабілітований.